# Alexander Hajek
Alexander Hajek (* 19. července 2003) je rakouský profesionální silniční cyklista jezdící za UCI WorldTeam Red Bull–Bora–Hansgrohe.

## Hlavní výsledky
2019
6. místo GP Judendorf Juniors
2021
vítěz Kirschblütenrennen
vítěz Sauerländer Bergpreis
Aubel–Thimister–Stavelot
vítěz 2. etapy (TTT)
Národní šampionát
2. místo silniční závod juniorů
4. místo časovka juniorů
Junioren Rundfahrt
2. místo celkově
 vítěz bodovací soutěže
vítěz 3. etapy
2. místo Main-Spessart Rundfahrt
2. místo Gran Premio Eccellenze Valli del Soligo
3. místo Gippinger Radsporttage
4. místo Eröffunungsrennen Leonding
4. místo Trofeo Guido Dorigo
Mistrovství světa
5. místo silniční závod juniorů
Ain Bugey Valromey Tour
5. místo celkově
LVM Saarland Trofeo
6. místo celkově
vítěz etap 2, 4 a 5
6. místo Grand Prix West Bohemia
6. místo Classique des Alpes
Mistrovství Evropy
9. místo silniční závod juniorů
9. místo Reither Kogel Trophy
2022
Carpathian Couriers Race
3. místo celkově
3. místo Peter Dittrich Gedenkrennen
10. místo Mühlviertler Hügelwelt Classic
2023
2. místo Hungerburg Classic
3. místo GP Gorenjska
3. místo Mühlviertler Hügelwelt Classic
4. místo Kirschblütenrennen
7. místo Trofeo Piva
9. místo Giro del Belvedere
9. místo Flèche Ardennaise
Orlen Nations Grand Prix
10. místo celkově
10. místo Eröffunungsrennen Leonding